# Slottsskogen
Slottsskogen – miejscowość (tätort) w Szwecji, w regionie administracyjnym (län) Uppsala, w gminie Håbo.
Według danych Szwedzkiego Urzędu Statystycznego liczba ludności wyniosła: 1506 (31 grudnia 2015), 1613 (31 grudnia 2018) i 1609 (31 grudnia 2019).